# 419 Аврелія
419 Аврелія (419 Aurelia) — астероїд головного поясу, відкритий 7 вересня 1896 року Максом Вольфом у Гейдельберзі.